# Soratobu Enban Kyōfu no Shūgeki
Soratobu Enban Kyōfu no Shūgeki (Nhật: 空飛ぶ円盤恐怖の襲撃 Hepburn: Cuộc tấn công đáng sợ của đĩa bay) là bộ phim khoa học viễn tưởng tokusatsu độc lập của Nhật Bản năm 1956 do Sekizawa Shinichi, đạo diễn và viết kịch bản, với các hiệu ứng đặc biệt và kỹ thuật quay phim của Uemura Sadao. Do Kokumotsu Films sản xuất và Shintoho phân phối, đây là thành tựu trong nghề đạo diễn duy nhất của Sekizawa. Phim có sự tham gia diễn xuất của Takashima Tadao, Ebata Junko, Tonoyama Taiji, Sugi Hiroshi, Amachi Shigeru và Masuda Junji. Nội dung phim kể về một nhóm các nhà khoa học Nhật Bản đã phát minh ra tên lửa nhằm giải cứu hành tinh này thoát khỏi cuộc xâm lược bất ngờ của người ngoài hành tinh.
Soratobu Enban Kyōfu no Shūgeki được Shintoho phát hành trên toàn quốc tại Nhật Bản vào ngày 7 tháng 11 năm 1956. Sau khi phát hành, bộ phim bị coi là thất lạc cho đến khi một thước phim 16mm được tìm thấy vào năm 2010 và được bán đấu giá trực tuyến với giá 2,1 triệu yên. Kế hoạch phát hành DVD sau cuộc đấu giá đã được lên kế hoạch, mặc dù chúng vẫn chưa thành hiện thực.

## Cốt truyện
Trong khi tình trạng căng thẳng giữa Hoa Kỳ và các cuộc thử nghiệm hạt nhân của Liên Xô gây ra chứng loạn thần kinh nghiêm trọng ở Nhật Bản, những vụ nghi là chứng kiến đĩa bay tàn phá xảy ra ở Thành phố New York, Luân Đôn và Hồng Kông nhưng giới quan chức chỉ coi đó là ảo giác. Ngày hôm sau, tờ Dai Tōkyō Shinpō đưa tin rằng một chiếc đĩa bay gần đây đã được phát hiện trên bầu trời Tokyo. Cơ quan Quốc phòng bèn tổ chức một cuộc họp với Tiến sĩ Otsuki Hiroto và Tiến sĩ Kuroi của Viện Nghiên cứu Hạt nhân về các biện pháp phòng thủ chống lại đĩa bay gây ra sự hủy diệt tàn khốc bằng cách sử dụng vũ khí chùm tia của chúng.
Phóng viên Hayashi Masao của Dai Tōkyō Shinpō liền đặt câu hỏi với Tiến sĩ Otsuki về nỗ lực đánh bại những chiếc đĩa bay này. Trong cuộc phỏng vấn của mình, Otsuki tiết lộ rằng một loại kim loại mới có khả năng chống lại chùm tia của đĩa bay sắp hoàn thành. Sáng hôm sau, Lực lượng Phòng vệ Nhật Bản bao vây một chiếc đĩa đã hình thành ngay trên tháp truyền hình của Akasaka. Sau khi một người máy ngoài hành tinh tên là Dulles xuất hiện từ trong đĩa bay, đội máy bay phản lực cố gắng tấn công đĩa bay từ trên không nhưng bị chùm tia của nó tiêu diệt. Một số đĩa bay bèn tiến hành tiêu diệt những cơ quan nổi tiếng của Tokyo. May mắn thay, nhóm các nhà khoa học loài người đã giải mã được ngôn ngữ mà Dulles nói trước khi người ngoài hành tinh M87 Nebula phá hủy các địa danh của thành phố này.
Tiến sĩ Hoshina, một nhà khoa học vũ trụ bị liệt từng bị tra tấn vì từ chối cộng tác với quân đội trong Thế chiến thứ hai, kết luận rằng các nhà khoa học phải chế tạo một loại tên lửa dùng để chống lại người ngoài hành tinh nếu không nhóm đĩa bay này sẽ hủy diệt nền văn minh và hành tinh của nhân loại. Do đó, các nhà khoa học đã bí mật chế tạo Tên lửa R-1 dưới nước ngoài khơi bờ biển phía tây Izu trong một nhà chứa máy bay dưới lòng đất. Một ngày nọ, người ngoài hành tinh phát hiện ra địa điểm bí mật và cố gắng tiêu diệt mối đe dọa R-1 trước khi nó kịp hoàn thành. Cả nhóm cố gắng bảo vệ tên lửa bằng cách sử dụng tên lửa dẫn đường, mặc dù không có bất kỳ tác dụng nào đối với đĩa bay nhưng lại khiến nó bay đi. Ngay sau đó, Hoshina Kaoru, thư ký của Tiến sĩ Otsuki, bị một người máy ngoài hành tinh trồi lên từ biển đánh lén khi đang ôm bạn trai của cô tên là Hayashi trên một bãi biển vào ban đêm.
Người ngoài hành tinh bắt đầu phản công, tạo ra một khung cảnh hỗn loạn trên đất liền, nhưng may mắn thay, Tên lửa R-1 cuối cùng đã được phóng hòng giải cứu nhân loại và đánh bại đĩa bay của người ngoài hành tinh. Lúc đang điều hành hoạt động R-1, Tiến sĩ Hoshina ngất xỉu sau khi bị một người máy ngoài hành tinh tấn công trong phòng thí nghiệm. Tên lửa R-1 sử dụng Pháo hủy diệt Proton XQ của nó để tiêu diệt mấy cái đĩa bay và cứu được hành tinh của loài người thoát khỏi họa diệt vong.

## Diễn viên
- Takashima Tadao[4] vào vai Hayashi Masao, phóng viên tờ Dai Tōkyō Shinpō
- Ebata Junko vào vai Kaoru Hoshina, thư ký của Otsuki Hiroto và tình nhân của Hayashi
- Tonoyama Taiji vào vai Tiến sĩ Otsuki Hiroto, nhà nghiên cứu hạt nhân
- Sugi Hiroshi vào vai Tiến sĩ Hoshina, nhà khoa học vũ trụ
- Amachi Shigeru vào vai Trợ lý Osugi
- Masuda Junji vào vai Tiến sĩ Kuroi, nhà nghiên cứu hạt nhân

## Sản xuất
Phim này là vai trò đạo diễn đầu tiên và duy nhất của Sekizawa Shinichi sau khi làm trợ lý đạo diễn cho Shimizu Hiroshi và các hiệu ứng đặc biệt trong phim do Uemura Sadao và Nishitani Shigeji tạo ra.

## Phát hành
Soratobu Enban Kyōfu no Shūgeki được phát hành trên toàn quốc tại Nhật Bản vào ngày 7 tháng 11 năm 1956. Sau khi phát hành, bộ phim được coi là thất lạc cho đến khi một đoạn phim 16mm được tìm thấy vào năm 2010 và được bán đấu giá trực tuyến với giá 2,1 triệu yên. Kế hoạch phát hành DVD sau cuộc đấu giá đã được lên kế hoạch, mặc dù chúng vẫn chưa thành hiện thực.